# Mecomischus
Mecomischus là một chi thực vật có hoa trong họ Cúc (Asteraceae).

## Loài
Chi Mecomischus gồm các loài: